# 什皮利
50°54′55″N 29°56′56″E / 50.91528°N 29.94889°E
什皮利（烏克蘭語：Шпилі）是位於烏克蘭北部的村莊，由基辅州维什霍罗德区的伊萬基夫市鎮負責管轄。該村面積3平方公里，海拔高度113米，2001年人口981，人口密度每平方公里327人。

## 画廊

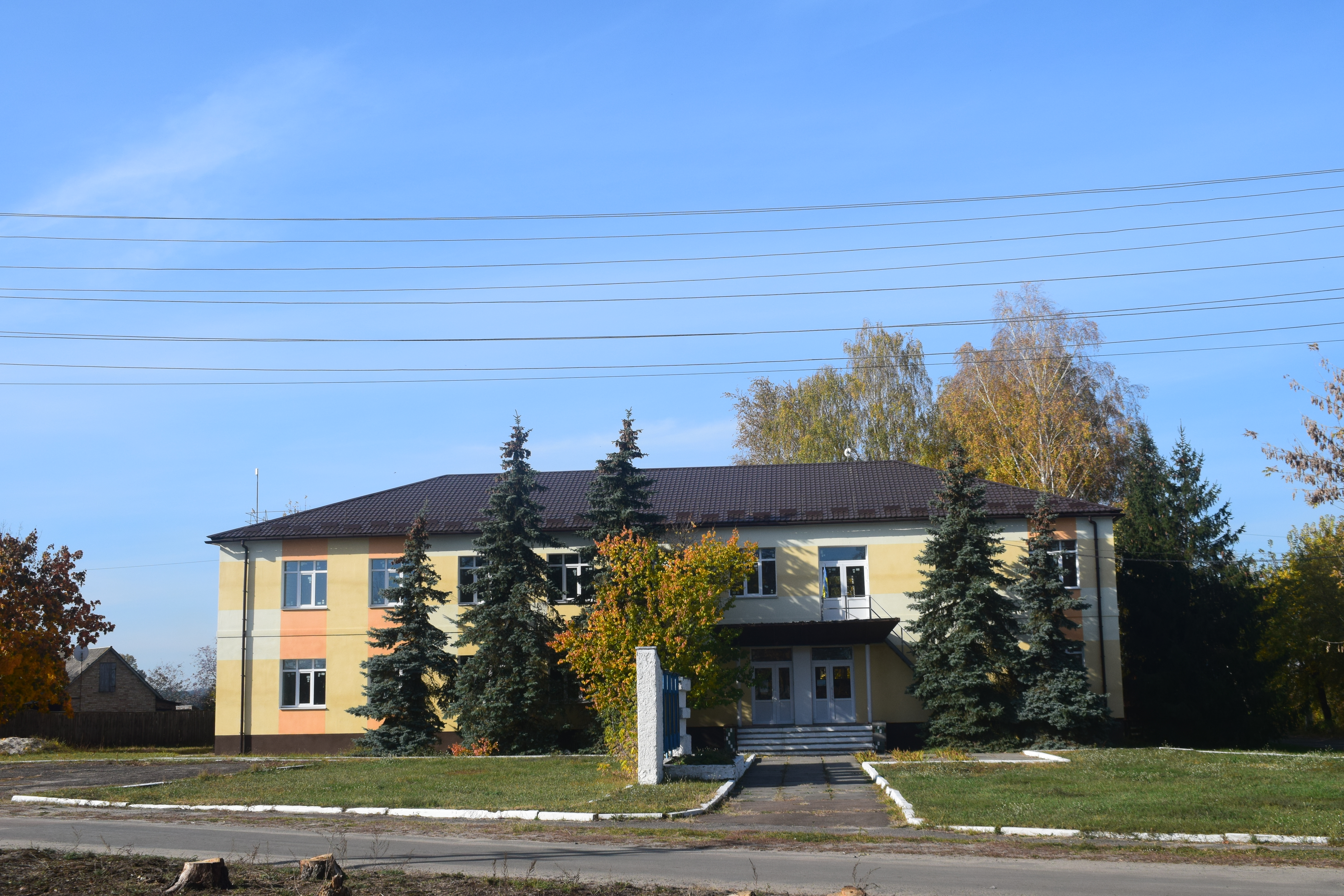
村委会
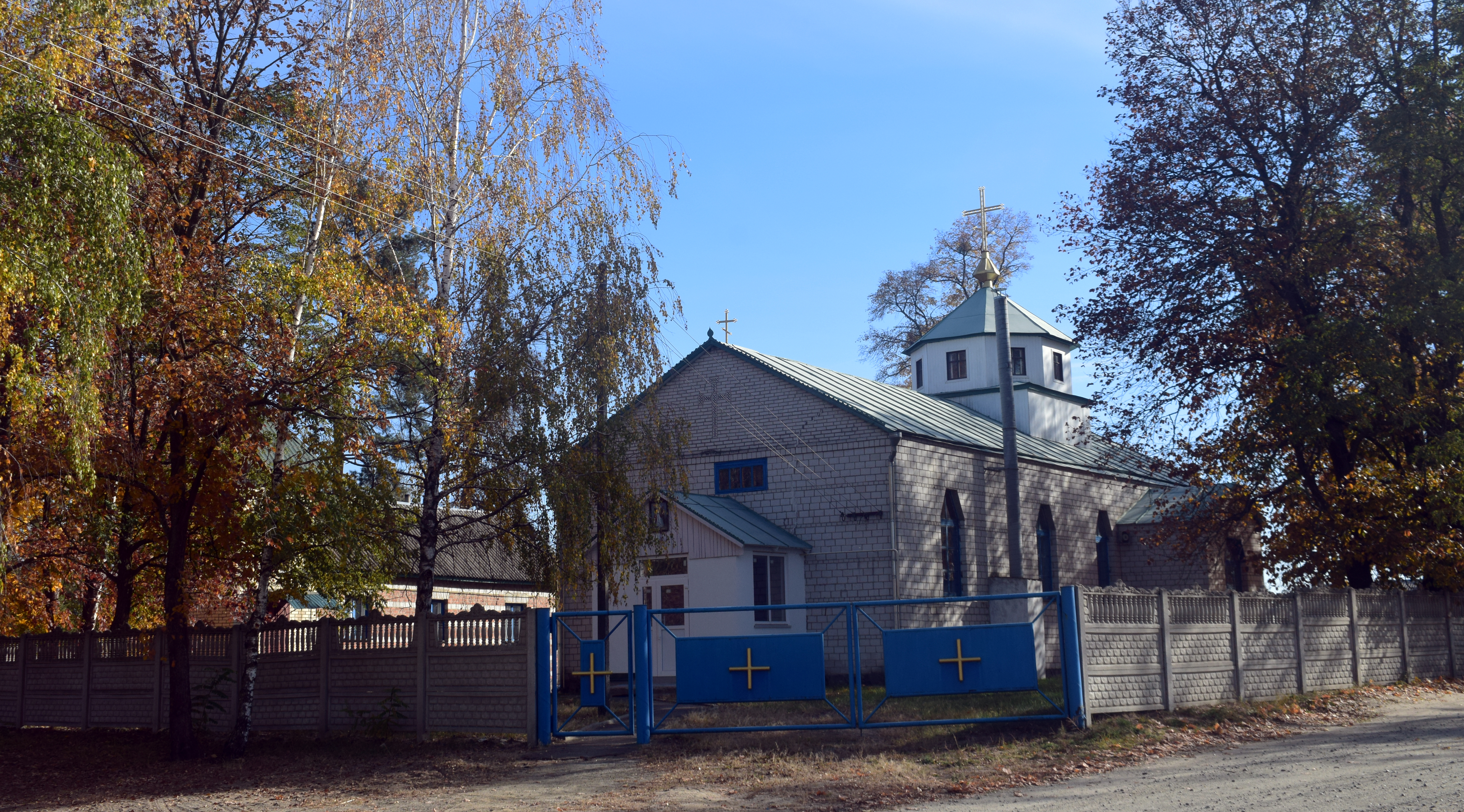
教堂
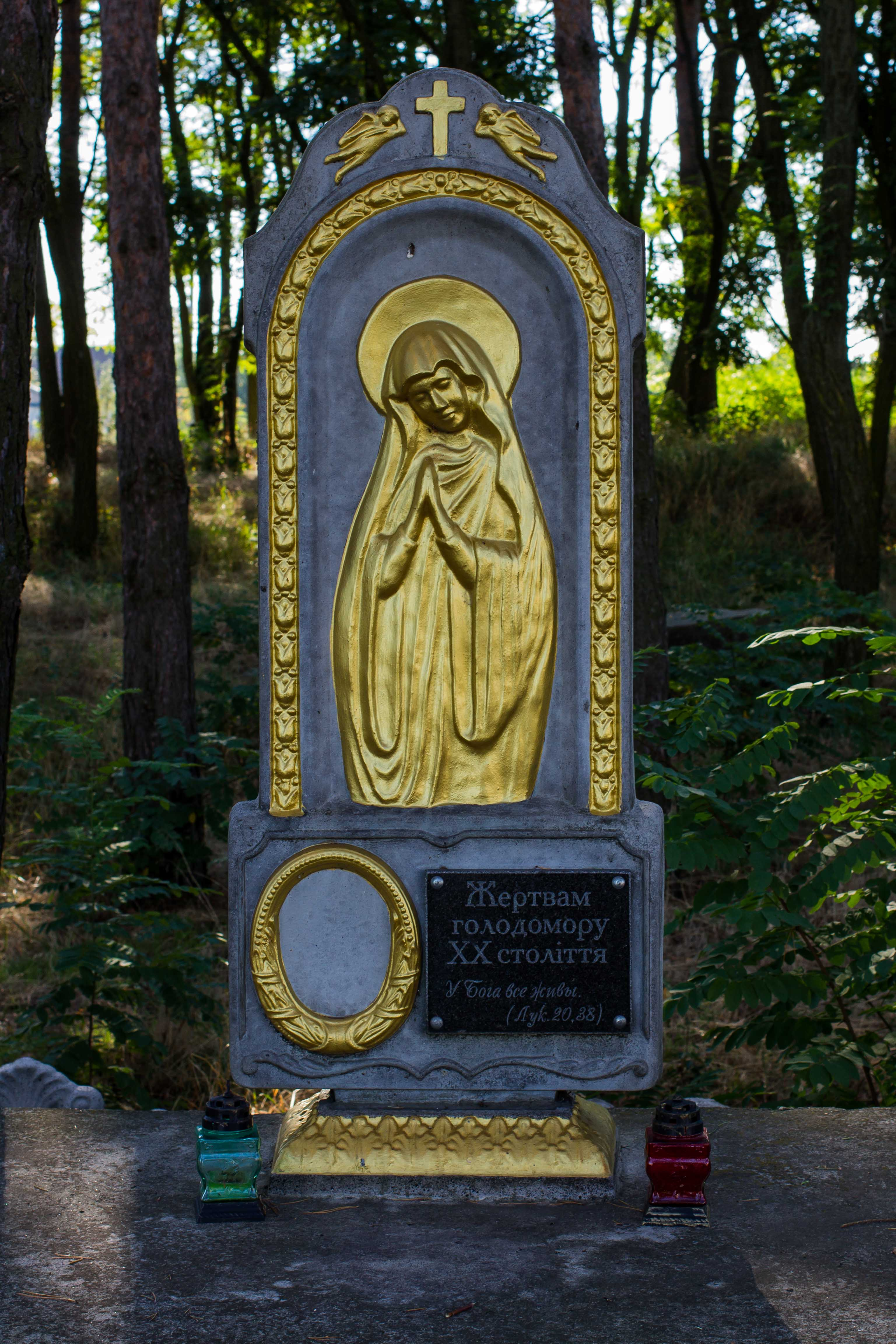
饥荒受害者的纪念碑
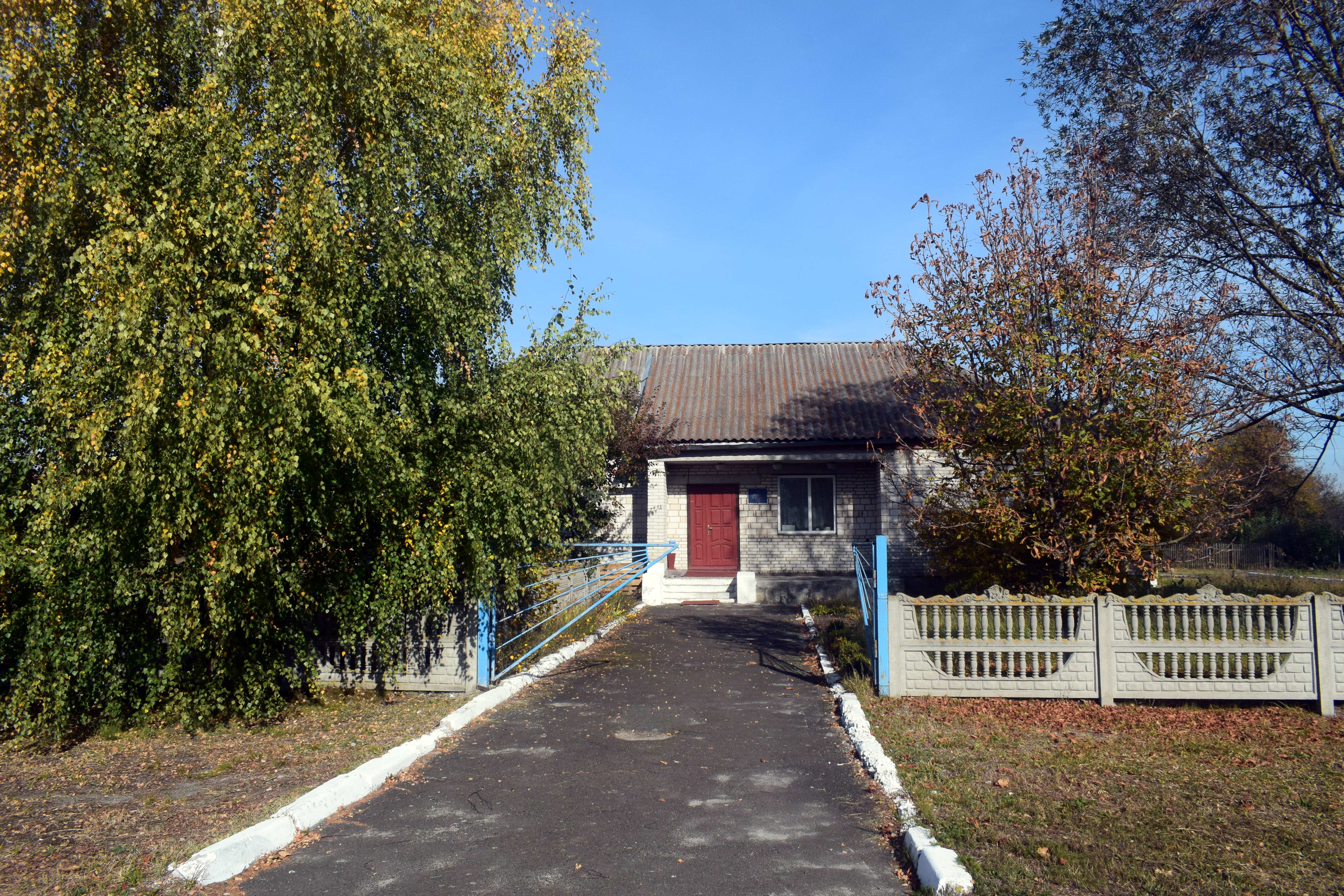
诊所
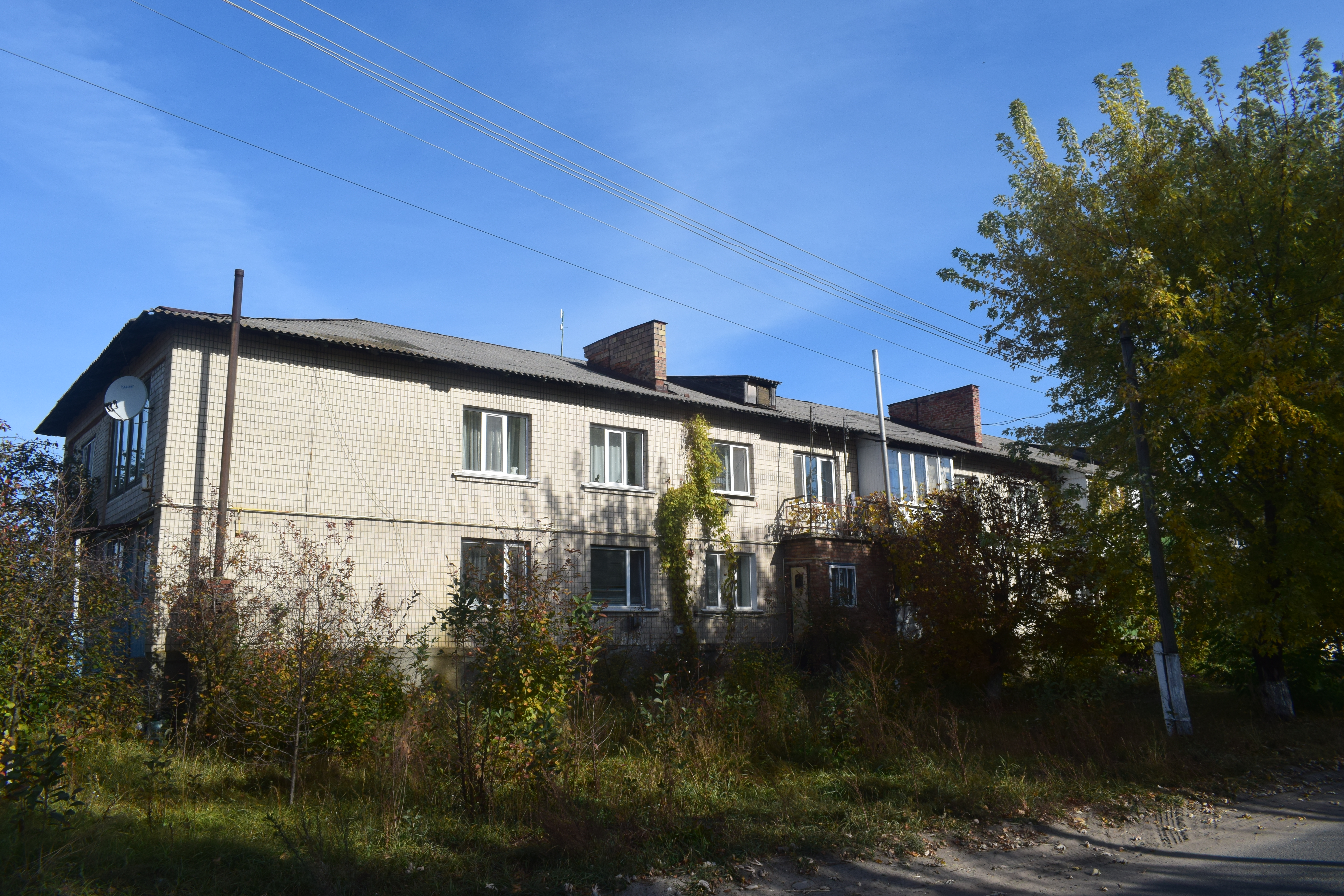
住宅楼
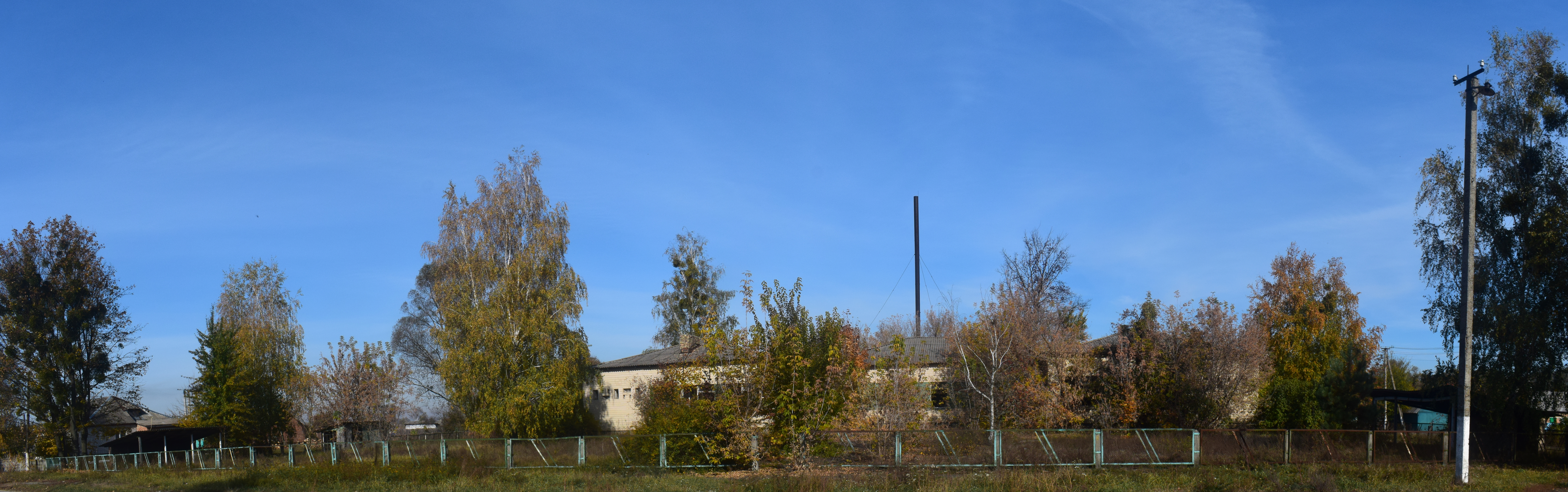
被遗弃的幼儿园
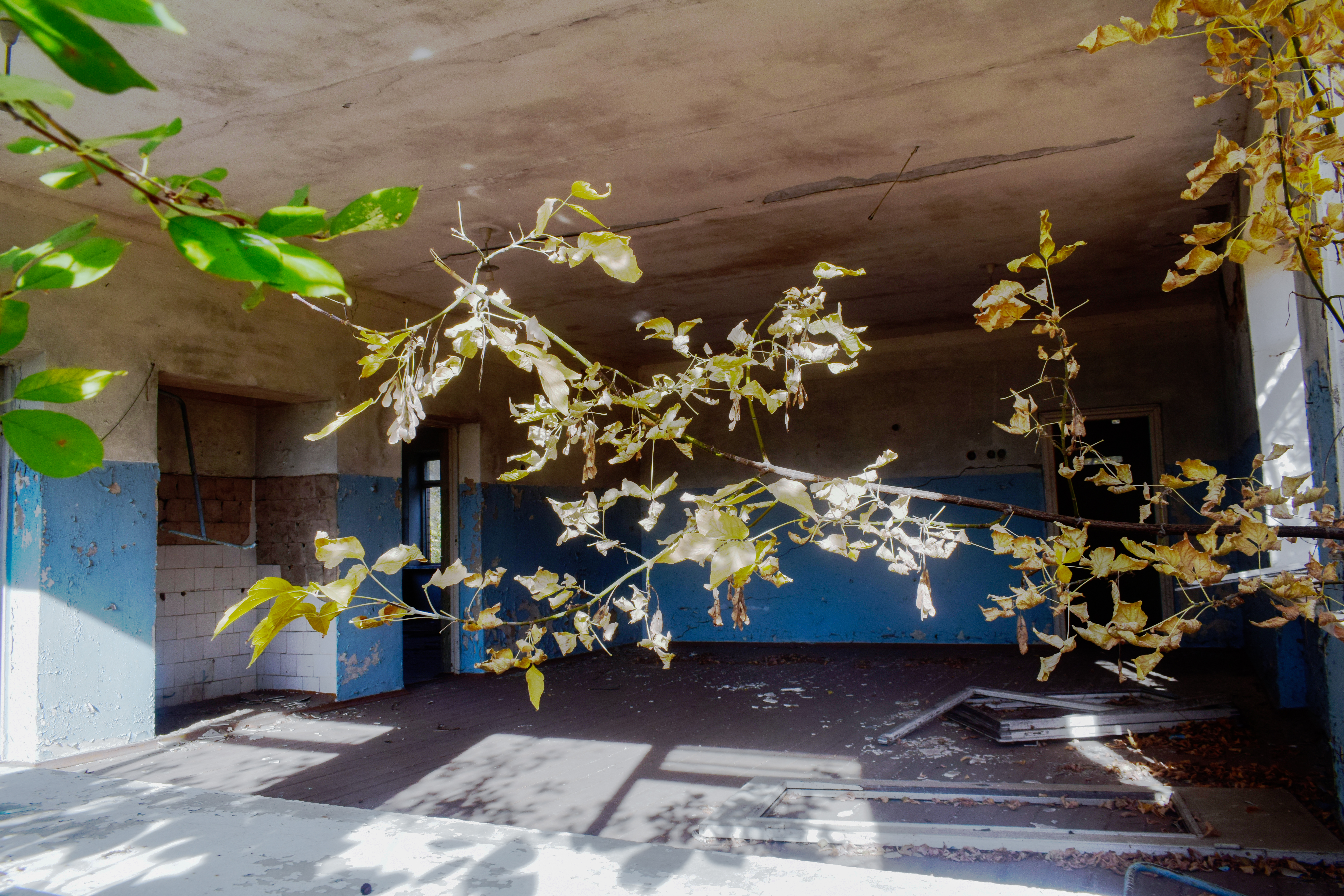
被遗弃的幼儿园
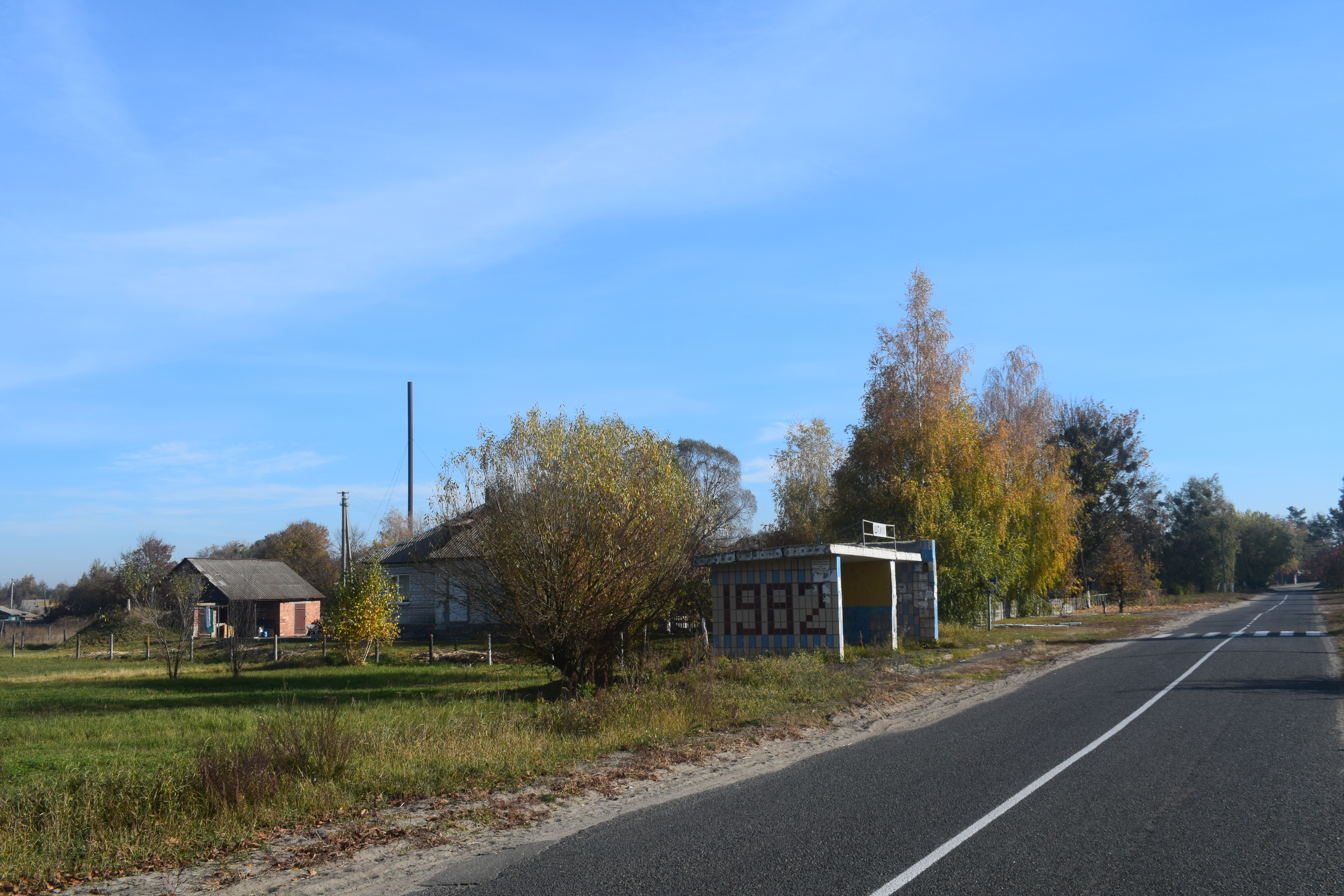
巴士站